# Negeri Sembilan
Negeri Sembilan (Jawi نڬري سمبيلن, Aussprache: [ˈnəgəri səmbiˈlan], zur britischen Kolonialzeit Negri Sembilan, wörtlich übersetzt: Neun Staaten) ist ein Bundesstaat Malaysias. Die Einwohnerzahl beträgt 1.199.974 (Stand: 2020). Hauptstadt Negeri Sembilans ist die Großstadt Seremban. Königliche Residenz ist Seri Menanti im Distrikt Pilah. Weitere bekanntere Städte sind Port Dickson und Nilai.

## Lage und Geografie
Negeri Sembilan befindet sich an der südwestlichen Küste der Malaiischen Halbinsel an der Straße von Malakka, rund 50 km südöstlich von Malaysias Hauptstadt Kuala Lumpur.
Im Westen grenzt Negeri Sembilan an den malaysischen Bundesstaat Selangor, im Norden an Pahang, im Osten an Johor und im Süden an Malakka.

## Geschichte
Der Name „Negeri Sembilan“ leitet sich von den neun früheren Einzelstaaten oder „Nagari“ (heute Distrikte, „Luak“) ab, die von den Minangkabau besiedelt wurden, einer ethnischen Minderheit, die aus Sumatra stammt. Diese Einzelstaaten hießen Gunong Pasir Inas, Jelebu, Jempol, Muar, Rembau, Sungei Ujong, Terrachi und Ulu. Die Minangkabaukultur ist noch heute an vielen Stellen präsent, in der Architektur und dem Dialekt der malaiischen Sprache.

## Politik
Im Gegensatz zu den anderen monarchisch verfassten malaiischen Staaten ist Negeri Sembilan eine Wahlmonarchie. Der Herrscher trägt den Titel Yang di-Pertuan Besar (wörtlich übersetzt: „der, der zum Großen gemacht wurde“) und wird von der Versammlung der Undang (lokale Machthaber der größten Distrikte von Sungai Ujong, Jelebu, Johol und Rembau) bestimmt, die ihrerseits ebenfalls aus adligen Familien bestimmt werden, wobei in matrilinearer Minangkabau-Tradition in der Regel der älteste Sohn der ältesten Schwester des Amtsinhabers der Erbe ist.

## Verwaltungsgliederung
Verwaltungstechnisch ist Negeri Sembilan in sieben Distrikte unterteilt. Die Hauptstadt Seremban liegt im gleichnamigen Distrikt Seremban.
| Distrikt     | Fläche (2011) | Einwohner (2010) | Einwohner (2020) |
| ------------ | ------------- | ---------------- | ---------------- |
| Jelebu       | 1.350 km²     | 39.200           | 46.026           |
| Jempol       | 1.481 km²     | 116.576          | 127.181          |
| Kuala Pilah  | 1.039 km²     | 66.092           | 70.324           |
| Port Dickson | 576 km²       | 115.361          | 128.657          |
| Rembau       | 406 km²       | 43.011           | 47.278           |
| Seremban     | 948 km²       | 555.935          | 692.407          |
| Tampin       | 857 km²       | 84.889           | 88.101           |
| Gesamt       | 6.657 km²     | 1.021.064        | 1.199.974        |